# St. Agatha (Maine)
St. Agatha è una città degli Stati Uniti d'America situata nel nord del Maine. Fa parte della Contea di Aroostook.

## Geografia fisica
Le coordinate geografiche di St. Agatha sono 47°14′30″N 68°20′22″W.
St. Agatha occupa un'area totale di 90.73 km², di cui 76.43 di terra e 14.30 di acqua.

## Società

### Evoluzione demografica
Al censimento del 2010, risultarono 747 abitanti, 357 nuclei familiari e 215 famiglie residenti in città. Ci sono 497 alloggi con una densità di 6,5/km². La composizione etnica della città è 99,1% bianchi, 0,3% neri o afroamericani, 0,3% nativi americani, 0,11% asiatici, 0,3% di altre razze e 0,1% ispanici e latino-americani. Dei 357 nuclei familiari il 18,8% ha figli di età inferiore ai 18 anni che vivono in casa, 50,7% sono coppie sposate che vivono assieme, 6,4% è composto da donne con marito assente, e il 39,8% sono non-famiglie. Il 35,3% di tutti i nuclei familiari è composto da singoli 16,2% da singoli con più 65 anni di età. La dimensione media di un nucleo familiare è di 2,09 mentre la dimensione media di una famiglia è di 2,63. La suddivisione della popolazione per fasce d'età è la seguente: 17,4% sotto i 18 anni, 4% dai 18 ai 24, 20.4% dai 25 ai 44, 36,7% dai 45 ai 64, e il 21,4% oltre 65 anni. L'età media è di 51.6 anni. Per ogni 100 donne ci sono 100,0 maschi. Per ogni 100 donne sopra i 18 anni, ci sono 99,4 maschi. Il reddito medio di un nucleo familiare è di $30 833 mentre per le famiglie è di $36 691. Gli uomini hanno un reddito medio di $29 808 contro $19 167 delle donne. Il reddito pro capite della città è di $15 535. Circa il 6,6% delle famiglie e il 10,0% della popolazione è sotto la soglia della povertà. Sul totale della popolazione il 6,4% dei minori di 18 anni e il 22,4% di chi ha più di 65 anni vive sotto la soglia della povertà.